# Aithikia
Aithikia (in greco antico: Αἰθίκια?) è stata un'antica città nei pressi della sorgente del fiume Peneo (nell'Epiro).